# Condado de Midland (Michigan)
O Condado de Midland é um dos 88 condados do estado americano de Michigan. A sede do condado é Midland, e sua maior cidade é Midland.
O condado possui uma área de 1 367 km² (dos quais 17 km² estão cobertos por água), uma população de Midland habitantes, e uma densidade populacional de 61 hab/km² (segundo o censo nacional de 2000).